# Stephen McHattie

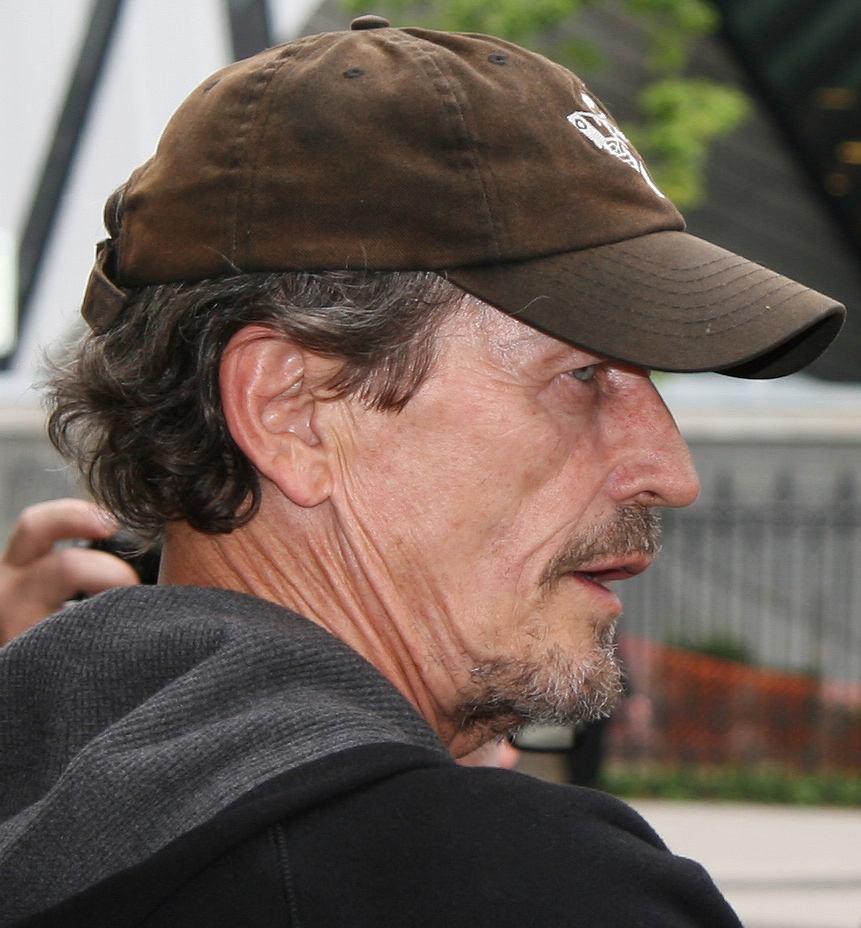
Stephen McHattie under Toronto International Film Festival i september 2008.

Stephen McHattie Smith, född 3 februari 1947 i Antigonish, Nova Scotia, är en kanadensisk skådespelare. McHattie är känd för sina filmroller i bland annat Pontypool, 300, The Fountain och Watchmen. Han är gift med Lisa Houle och tillsammans har de tre barn. McHattie var tidigare gift med Meg Foster.

## Filmografi (i urval)
- Call Me (1988)
- The People Next Door (1970)
- Tomorrow Never Comes (1978)
- Geronimo (1993)
- Baseketball (1998)
- A History of Violence (2005)
- The Fountain (2006)
- 300 (2006)
- Pontypool (2008)
- Watchmen (2009)
- Immortals (2011)
- Mother! (2017)
- 2025 – Little Lorraine